# Monika Jarosch
Monika Jarosch (* 1940 in Bonn) ist eine österreichische Juristin und Politologin.

## Leben
Sie studierte Rechtswissenschaften und wurde 1966 zur Dr. jur. promoviert. Danach war sie als Richterin und Anwältin tätig.
Von 1991 bis 2000 studierte sie Politikwissenschaft an der Universität Innsbruck (Diplom). 1998 war sie in Innsbruck Mitorganisatorin der internationalen Konferenz „Combating Racial Discrimination: Affirmative Action as a Model for Europe?“. Seit 2000 ist sie externe Lehrbeauftragte an verschiedenen österreichischen Universitäten (Graz, Innsbruck, Linz und Salzburg); an der Universität Innsbruck ist sie assoziiertes Mitglieder der
Forschungsplattform Geschlechterforschung.
1991 wurde sie Mitarbeiterin des Innsbrucker Vereins Arbeitskreis Emanzipation und Partnerschaft, dessen Obfrau sie ist. Sie ist dort Chefredakteurin und Mitherausgeberin des feministischen Periodikums AEP-Informationen. Außerdem ist sie seit 2005 Mitherausgeberin des Gaismair-Jahrbuchs der Michael-Gaismair-Gesellschaft.

## Auszeichnung
- 2001: Gabriele Possanner-Förderungspreis[3] (für die Arbeit „Frauenquoten in Österreich“)
- 2019: Ehrenzeichen der Leopold-Franzens-Universität Innsbruck[4]

## Schriften (Auswahl)
- mit Erna Appelt (Hrsg.): Combating Racial Discrimination. Affirmative Action as a Modell for Europe. Berg, Oxford u. a. 2000, ISBN 1-85973-308-5.
- Frauenquoten in Österreich. Grundlagen und Diskussion (= Demokratie im 21. Jahrhundert. Bd. 2). Studien-Verlag, Innsbruck u. a. 2001, ISBN 3-7065-1629-2.
- mit Erna Appelt, Klaudia Resch: Frauen in den ARGE-ALP-Ländern. Eine Studie über die rechtliche und faktische Situation der Frauen in den Arge-Alp-Ländern. Hrsg. von der Autonomen Provinz Bozen in Zusammenarbeit mit der Arbeitsgemeinschaft Alpenländer, Bozen 2003.
- Nachhall – ein Kontrapunkt. Heimat – eine Suche?!. Frauen heimaten. Dokumentation. lustvolles, festliches Symposium in 5 Akten, Haus der Begegnung und frauenbewegte Orte, Innsbruck, 23. Mai 2009. FrauenARGE Heimat eine Suche, Innsbruck 2009, ISBN 3-9501401-3-1.